# Canal du Subei

Le canal du Subei (chinois : 苏北灌溉总渠, pinyin : Sū běi guàngài zǒng qú, littéralement : canal d'irrigation du Subei), aussi appelé canal d'irrigation du nord du Jiangsu, est un canal situé dans le Jiangsu, en Chine, et créé pour servir d'exutoire au Huai He. Ce canal relie, sur 168 kilomètres, le lac Hongze à la mer Jaune en passant par Huai'an, où il croise le Grand canal.

## Présentation
Il fut construit entre 1934 et 1937 afin de détourner une partie du Huai He, fleuve capricieux qui, en temps de crues, inondait violemment la région. Ce canal était également l'artère principale d'un vaste réseau d'irrigation et de drainage. En 1938, les Japonais détruisirent de nombreuses digues, ce qui amena le fleuve Jaune à se jeter dans le Huai He. La région fut très gravement inondée et le canal fut en grande partie détruit. Entre 1951 et 1952, celui-ci fut reconstruit et intégré à un grand réseau de voies navigables.